# Vicente Luque
Vicente Luque (Westwood, Nueva Jersey; 27 de noviembre de 1991) es un artista marcial mixto chileno-brasileño que actualmente compite en la categoría de peso wélter de Ultimate Fighting Championship (UFC). Desde el 27 de agosto de 2024, está en la posición #14 del ranking de peso wélter de UFC.

## Primeros años
Nacido en Westwood, su abuela materna es brasileña y ejerció como diplomática en Chile, por lo que su madre creció en este país y conoció a su pareja y padre de Luque, de origen chileno. Entrenó en distintas artes marciales de niño. Una vez adolescente, empezó a entrenar Muay Thai, kickboxing y jiu jitsu brasileño, antes de cambiarse a las artes marciales mixtas en el 2008, a la edad de 16 años.

## Carrera de artes marciales mixtas

### Inicios
Luque debutó profesionalmente en las artes marciales mixtas en junio del 2009. Acumuló un récord de 7-4-1 para distintas promotoras en Brasil, antes de competir en el TUF a comienzos de 2014. 

### The Ultimate Fighter
En febrero de 2015, se anunció que Luque fue uno de los seleccionados para competir en el The Ultimate Fighter: American Top Team vs Blackzilians.
En su primera pelea del programa enfrentó a Nathan Coy. Ganó la pelea por sumisión en el segundo asalto.
En las semifinales, Luque enfrentó a Hayder Hassan. Perdió la pelea por decisión dividida.

### Ultimate Fighting Championship

#### 2015
Luque hizo su debut en la promoción el 12 de julio de 2015, en la final del The Ultimate Fighter 21 contra a Michael Graves. Perdió la pelea por decisión unánime.
Luque ehfrehtó a Hayder Hassan en una revancha el 9 de diciembre de 2015, en UFC on Fox 17. Ganó la pelea por sumisión en el primer asalto. Esta victoria lo hizo merecedor de su primer premio de Actuación de la Noche.

#### 2016
Luque enfrentó a Álvaro Herrera el 7 de julio de 2016, en UFC Fight Night 90. Ganó la pelea por sumisión en el segundo asalto.
Luque enfrentó a Héctor Urbina el 24 de septiembre de 2016, en UFC Fight Night 95. Ganó la pelea por nocaut en el primer asalto. Esta victoria lo hizo merecedor de su segundo premio de Actuación de la Noche.
Luque enfrentó a Belal Muhammad el 12 de noviembre de 2016, en UFC 205. Ganó la pelea por KO en el primer asalto.

#### 2017
Luque enfrentó a Leon Edwards el 18 de marzo de 2017, en UFC Fight Night 107. Perdió la pelea por decisión unánime.
Luque enfrentó a Niko Price, reemplazando a un lesionado Luan Chagas, el 28 de octubre de 2017, en UFC Fight Night 119. Ganó la pelea por sumisión (D’arce choke) en el segundo asalto.

#### 2018
Luque enfrentó a Chad Laprise el 19 de mayo de 2018, en UFC Fight Night 129. Ganó la pelea por KO en el primer asalto.
Luque enfrentó a Jalin Turner el 6 de octubre del 2018, en UFC 229. Ganó la pelea por KO en el primer asalto.

#### 2019
Luque enfrentó a Bryan Barberena el 17 de febrero de 2019, en UFC on ESPN 1. Luque ganó la pelea por TKO en el tercer asalto. Esta pelea lo hizo merecedor de su primer premio de Pelea de la Noche.
Se esperaba que Luque enfrentara a Neil Magny el 18 de mayo de 2019, en UFC Fight Night 152. Sin embargo, el 13 de mayo de 2019 se informó que Magny se retiró del combate debido a que dio positivo por Di-Hydroxy-LGD-4033, y fue reemplazado por el recién llegado Derrick Krantz. Luque ganó la pelea por TKO en el primer asalto.
Luque enfrentó a Mike Perry el 10 de agosto de 2019, en UFC Fight Night 156. Ganó la pelea por decisión dividida. Esta pelea lo hizo merecedor de su segundo premio de Pelea de la Noche.
Luque enfrentó a Stephen Thompson el 2 de noviembre de 2019, en UFC 244. Perdió la pelea por decisión unánime. Esta pelea lo hizo merecedor del tercer premio de Pelea de la Noche.

#### 2020
Luque estaba programado para enfrentar a Randy Brown el 11 de abril de 2020, en UFC Fight Night: Overeem vs. Harris. Debido a la pandemia de COVID-19, el evento fue pospuesto.
Luque estaba programado para enfrentarse a Niko Price en una revancha el 18 de abril de 2020, en UFC 249. Sin embargo, el 9 de abril, Dana White, el presidente de UFC anunció que este evento se pospondría y la pelea finalmente se llevó a cabo el 9 de mayo de 2020. Ganó la pelea por TKO en el tercer asalto.
La pelea con Randy Brown fue reprogramada y se llevó a cabo el 1 de agosto de 2020, en UFC Fight Night 173. Ganó la pelea por KO en el segundo asalto. Esta victoria lo hizo merecedor de su tercer premio de Actuación de la Noche.

#### 2021
Luque enfrentó a Tyron Woodley el 27 de marzo de 2021, en UFC 260. Ganó la pelea por sumisión (brabo choke) en el primer asalto. Esta pelea lo hizo merecedor de su cuarto premio de Pelea de la Noche.
Luque enfrentó a Michael Chiesa el 7 de agosto de 2021, en UFC 265. Ganó la pelea por sumisión en el primer asalto. Esta victoria lo hizo merecedor de su cuarto premio de Actuación de la Noche. 

#### 2023
Luque estaba programado para enfrentar a Rafael dos Anjos  el 15 de julio de 2023, en UFC on ESPN 49. Sin embargo, el par se trasladó al 12 de agosto de 2023, en UFC on ESPN 51. Ganó la pelea por decisión unánime.
Luque estaba programado para enfrentar a Ian Garry el 16 de diciembre de 2023, en UFC 296. Sin embargo, la pelea fue cancelada luego de que Garry se retirara por una Neumonía en la semana del evento.

#### 2024
Luque estaba programado para enfrentar a Sean Brady el 30 de marzo de 2024, en UFC on ESPN 54. Sin embargo, Brady indicó que nunca había firmado un contrato para la pelea al haber estado lidiando con una lesión, y fue reemplazado por Joaquin Buckley. Luque perdió la pelea por nocaut técnico en el segundo asalto.
Luque estaba programado para enfrentar a Nick Diaz el 3 de agosto de 2024 en UFC on ABC 7. Sin embargo, por problemas de viaje, la pelea fue pospuesta a una fecha posterior.

## Vida personal
Luque y su esposa Carol tienen un hijo.

## Campeonatos y logros
- Ultimate Fighting Championship
  - Actuación de la Noche (Cuatro veces) vs. Hayder Hassan, Héctor Urbina, Randy Brown y Michael Chiesa[14][9][47][53]
  - Pelea de la Noche (Cuatro veces) vs. Bryan Barberena, Mike Perry, Stephen Thompson y Tyron Woodley[28][35][38][50]
    - Empatado (con Stephen Thompson) por la tercera mayor cantidad de bonos post-pelea en la historia de la división de peso wélter de UFC (8)[67]

  - Empatado (con Thiago Alves & Li Jingliang) por la segunda mayor cantidad de knockouts en la historia de peso wélter de UFC (8)[67]
  - Segundo con la mayor cantidad de finalizaciones en la historia de peso wélter de UFC (13)[67]
- MMAJunkie.com
  - Pelea del Mes de febrero de 2019 vs. Bryan Barberena[68]
  - Pelea del Mes de mayo de 2020 vs. Niko Price[69]
  - Pelea del Mes de marzo de 2021 vs. Tyron Woodley[70]
  - Sumisión del Mes de agosto de 2021 vs. Michael Chiesa[71]

## Récord en artes marciales mixtas
| Récord profesional | Récord profesional | Récord profesional |
| 33 peleas          | 23 victorias       | 10 derrotas        |
| ------------------ | ------------------ | ------------------ |
| Nocaut             | 11                 | 2                  |
| Sumisión           | 9                  | 2                  |
| Decisión           | 3                  | 6                  |
| Empate             | 1                  | 1                  |

| Resultado | Récord  | Oponente                 | Método                            | Evento                                                          | Fecha                    | Ronda | Tiempo | Localización                     | Notas                            |
| --------- | ------- | ------------------------ | --------------------------------- | --------------------------------------------------------------- | ------------------------ | ----- | ------ | -------------------------------- | -------------------------------- |
| Victoria  | 23–10–1 | Themba Gorimbo           | Sumisión técnica (anaconda)       | UFC 310                                                         | 7 de diciembre de 2024   | 1     | 0:52   | Las Vegas, Nevada                | Actuación de la Noche.           |
| Derrota   | 22–10–1 | Joaquin Buckley          | TKO (golpes)                      | UFC on ESPN: Blanchfield vs. Fiorot                             | 30 de marzo de 2024      | 2     | 3:17   | Atlantic City, Nueva Jersey      |                                  |
| Victoria  | 22–9–1  | Rafael dos Anjos         | Decisión (unánime)                | UFC on ESPN: Luque vs. dos Anjos                                | 12 de agosto de 2023     | 5     | 5:00   | Las Vegas, Nevada                |                                  |
| Derrota   | 21–9–1  | Geoff Neal               | KO (golpes)                       | UFC on ESPN: Santos vs. Hill                                    | 6 de agosto de 2022      | 3     | 2:01   | Las Vegas, Nevada                |                                  |
| Derrota   | 21–8–1  | Belal Muhammad           | Decisión (unánime)                | UFC Fight Night: Luque Vs Muhammad 2                            | 16 de abril de 2022      | 5     | 5:00   | Las Vegas, Nevada                |                                  |
| Victoria  | 21–7–1  | Michael Chiesa           | Sumisión (D’arce choke)           | UFC 265                                                         | 7 de agosto de 2021      | 1     | 3:25   | Houston, Texas                   | Actuación de la Noche.           |
| Victoria  | 20–7–1  | Tyron Woodley            | Sumisión (D’arce choke)           | UFC 260                                                         | 27 de marzo de 2021      | 1     | 3:56   | Las Vegas, Nevada                | Pelea de la Noche.               |
| Victoria  | 19–7–1  | Randy Brown              | KO (rodillazo y puñetazos)        | UFC Fight Night: Brunson vs. Shahbazyan                         | 1 de agosto de 2020      | 2     | 4:56   | Las Vegas, Nevada                | Actuación de la Noche.           |
| Victoria  | 18–7–1  | Niko Price               | TKO (parada médica)               | UFC 249                                                         | 9 de mayo de 2020        | 3     | 3:37   | Jacksonville, Florida            |                                  |
| Derrota   | 17–7–1  | Stephen Thompson         | Decisión (unánime)                | UFC 244                                                         | 2 de noviembre de 2019   | 3     | 5:00   | Ciudad de Nueva York, Nueva York | Pelea de la Noche.               |
| Victoria  | 17–6–1  | Mike Perry               | Decisión (dividida)               | UFC Fight Night: Shevchenko vs. Carmouche 2                     | 10 de agosto de 2019     | 3     | 5:00   | Montevideo                       | Pelea de la Noche.               |
| Victoria  | 16–6–1  | Derrick Krantz           | TKO (rodillazos y golpes)         | UFC Fight Night: dos Anjos vs. Lee                              | 18 de mayo de 2019       | 1     | 3:52   | Rochester, Nueva York            |                                  |
| Victoria  | 15–6–1  | Bryan Barberena          | TKO (rodillazos y golpes)         | UFC on ESPN: Ngannou vs. Velasquez                              | 17 de febrero de 2019    | 3     | 4:54   | Phoenix, Arizona                 | Pelea de la Noche.               |
| Victoria  | 14–6–1  | Jalin Turner             | KO (golpes)                       | UFC 229                                                         | 6 de octubre de 2018     | 1     | 3:52   | Las Vegas, Nevada                |                                  |
| Victoria  | 13–6–1  | Chad Laprise             | KO (golpes)                       | UFC Fight Night: Maia vs. Usman                                 | 19 de mayo de 2018       | 1     | 4:16   | Santiago                         |                                  |
| Victoria  | 12–6–1  | Niko Price               | Sumisión (D’arce choke)           | UFC Fight Night: Brunson vs. Machida                            | 28 de octubre de 2017    | 2     | 4:08   | Sao Paulo                        |                                  |
| Derrota   | 11–6–1  | Leon Edwards             | Decisión (unánime)                | UFC Fight Night: Manuwa vs. Anderson                            | 18 de marzo de 2017      | 3     | 5:00   | Londres                          |                                  |
| Victoria  | 11–5–1  | Belal Muhammad           | KO (golpes)                       | UFC 205                                                         | 12 de noviembre de 2016  | 1     | 1:19   | Ciudad de Nueva York, Nueva York |                                  |
| Victoria  | 10–5–1  | Héctor Urbina            | KO (puñetazo)                     | UFC Fight Night: Cyborg vs. Lansberg                            | 24 de septiembre de 2016 | 1     | 1:00   | Brasilia                         | Actuación de la Noche.           |
| Victoria  | 9–5–1   | Álvaro Herrera           | Sumisión (D’arce choke)           | UFC Fight Night: dos Anjos vs. Alvarez                          | 7 de julio de 2016       | 2     | 3:52   | Las Vegas, Nevada                |                                  |
| Victoria  | 8–5–1   | Hayder Hassan            | Sumisión técnica (anaconda choke) | UFC on Fox: dos Anjos vs. Cerrone 2                             | 19 de diciembre de 2015  | 1     | 2:13   | Orlando, Florida                 | Actuación de la Noche.           |
| Derrota   | 7–5–1   | Michael Graves           | Decisión (unánime)                | The Ultimate Fighter: American Top Team vs. Blackzilians Finale | 12 de julio de 2015      | 3     | 5:00   | Las Vegas, Nevada                |                                  |
| Victoria  | 7–4–1   | Paulistenio Rocha        | Decisión (unánime)                | Acai do Japa Fight                                              | 21 de junio de 2014      | 3     | 5:00   | Brasília                         |                                  |
| Derrota   | 6–4–1   | Carlos Alexandre Pereira | Sumisión (armbar)                 | Smash Fight 2                                                   | 13 de julio de 2013      | 3     | 0:44   | Curitiba                         | Pelea en peso pactado (176 lbs). |
| Victoria  | 6–3–1   | Marcelo Lisboa           | TKO (golpes)                      | Capital Fight 5                                                 | 10 de mayo de 2013       | 1     | 1:31   | Brasilia                         |                                  |
| Victoria  | 5–3–1   | Yuri Moura               | Sumisión (D’arce choke)           | Imperium MMA Pro 2                                              | 9 de marzo de 2013       | 2     | 1:07   | Salvador                         |                                  |
| Derrota   | 4–3–1   | Junior Orgulho           | Decisión (dividida)               | CPMMAF                                                          | 4 de agosto de 2012      | 3     | 5:00   | Salvador                         |                                  |
| Victoria  | 4–2–1   | Thiago Santos            | TKO (golpes)                      | Spartan MMA 2012                                                | 28 de abril de 2012      | 1     | 4:50   | São Luís                         | Debut en peso mediano.           |
| Victoria  | 3–2–1   | Darlan Almeida           | Sumisión (D’arce choke)           | Demo Fight 6                                                    | 19 de diciembre de 2011  | 1     | 3:25   | Salvador                         |                                  |
| Derrota   | 2–2–1   | Marcos Antonio Santana   | Decisión (dividida)               | Jungle Fight 27                                                 | 21 de abril de 2011      | 3     | 5:00   | Brasilia                         |                                  |
| Empate    | 2–1–1   | Rodrigo Medeiros         | Empate                            | Shooto Brazil 18                                                | 17 de septiembre de 2010 | 3     | 5:00   | Brasilia                         |                                  |
| Derrota   | 2–1     | Felipe Portela           | Sumisión (triangle armbar)        | Capital Fight 2                                                 | 5 de junio de 2010       | 3     | 3:00   | Brasilia                         |                                  |
| Victoria  | 2–0     | Pedro Borgues dos Santos | Sumisión (guillotine choke)       | The Gladiators 2                                                | 24 de octubre de 2009    | 1     | 3:58   | Guará                            |                                  |
| Victoria  | 1–0     | Andre Playboy            | TKO (golpes)                      | Fight Club 300                                                  | 27 de junio de 2009      | 1     | 2:52   | Brasilia                         |                                  |